# Imbleville
Imbleville és un municipi francès situat al departament del Sena Marítim i a la regió de Normandia. L'any 2007 tenia 299 habitants.

## Demografia

### Població
El 2007 la població de fet d'Imbleville era de 299 persones. Hi havia 96 famílies de les quals 20 eren unipersonals (8 homes vivint sols i 12 dones vivint soles), 20 parelles sense fills, 44 parelles amb fills i 12 famílies monoparentals amb fills.
La població ha evolucionat segons el següent gràfic:
Habitants censats

### Habitatges
El 2007 hi havia 120 habitatges, 99 eren l'habitatge principal de la família, 16 eren segones residències i 5 estaven desocupats. 113 eren cases i 6 eren apartaments. Dels 99 habitatges principals, 75 estaven ocupats pels seus propietaris, 19 estaven llogats i ocupats pels llogaters i 5 estaven cedits a títol gratuït; 1 tenia una cambra, 3 en tenien dues, 14 en tenien tres, 26 en tenien quatre i 55 en tenien cinc o més. 88 habitatges disposaven pel capbaix d'una plaça de pàrquing. A 51 habitatges hi havia un automòbil i a 40 n'hi havia dos o més.

### Piràmide de població
La piràmide de població per edats i sexe el 2009 era:
| Homes | Edats   | Dones |
| ----- | ------- | ----- |
| 0     | 95 o +  | 0     |
| 4     | 90 a 94 | 0     |
| 0     | 85 a 89 | 4     |
| 8     | 80 a 84 | 0     |
| 4     | 75 a 79 | 8     |
| 8     | 70 a 74 | 8     |
| 12    | 65 a 69 | 16    |
| 0     | 60 a 64 | 8     |
| 8     | 55 a 59 | 8     |
| 20    | 50 a 54 | 4     |
| 4     | 45 a 49 | 0     |
| 20    | 40 a 44 | 8     |
| 4     | 35 a 39 | 12    |
| 8     | 30 a 34 | 8     |
| 4     | 25 a 29 | 16    |
| 12    | 20 a 24 | 0     |
| 4     | 15 a 19 | 16    |
| 8     | 10 a 14 | 24    |
| 0     | 5 a 9   | 4     |
| 12    | 0 a 4   | 8     |

## Economia
El 2007 la població en edat de treballar era de 189 persones, 121 eren actives i 68 eren inactives. De les 121 persones actives 115 estaven ocupades (60 homes i 55 dones) i 6 estaven aturades (2 homes i 4 dones). De les 68 persones inactives 16 estaven jubilades, 13 estaven estudiant i 39 estaven classificades com a «altres inactius».

### Ingressos
El 2009 a Imbleville hi havia 101 unitats fiscals que integraven 266 persones, la mediana anual d'ingressos fiscals per persona era de 16.856 €.

### Activitats econòmiques
Dels 6 establiments que hi havia el 2007, 2 eren d'empreses de construcció, 1 d'una empresa de comerç i reparació d'automòbils, 1 d'una empresa d'hostatgeria i restauració, 1 d'una empresa immobiliària i 1 d'una empresa de serveis.
Dels 2 establiments de servei als particulars que hi havia el 2009, 1 era un paleta i 1 guixaire pintor.
L'any 2000 a Imbleville hi havia 14 explotacions agrícoles que ocupaven un total de 208 hectàrees.

## Poblacions més properes
El següent diagrama mostra les poblacions més properes.